# 第7裝甲軍 (德國國防軍)
第7装甲军（德語：VII Panzerkorps）是二战期间纳粹德国的一个装甲军。

## 历史
于1944年12月18日在东普鲁士由中央集团军群解散的第49步兵师组建而成。
1945年2月，隶属于第2集团军，作为维斯杜拉集团军群的一部分並防御苏联的東波美拉尼亞攻勢。
该军团由莫蒂默·冯·凯塞尔将军指挥。

## 战斗序列
1945年1月26日：
- 大德意志装甲掷弹兵师
- 第24装甲师
- 第299步兵师
- 第18装甲掷弹兵师
- 第23步兵师

1945年3月1日：
- 第4SS警察装甲掷弹兵师
- 第7装甲师